# Probolodus heterostomus
Probolodus heterostomus är en fiskart som beskrevs av Eigenmann, 1911. Probolodus heterostomus ingår i släktet Probolodus och familjen Characidae. Inga underarter finns listade i Catalogue of Life.